# Jeff Olver
Jeff Olver, właśc. Jeffrey Olver (ur. 25 grudnia 1960) – australijski piłkarz występujący na pozycji bramkarza oraz trener.

## Kariera klubowa
Olver karierę rozpoczynał w 1977 roku w Albion Rovers Melbourne. W 1978 roku został graczem zespołu Fitzroy United z National Soccer League. Jego barwy reprezentował przez dwa sezony, a potem odszedł do Heidelbergu United, także grającego w NSL. W 1980 roku wywalczył z nim wicemistrzostwo NSL. W 1987 roku wraz z zespołem spadł do Victorian Premier League. W 1988 roku przeszedł do Melbourne Croatia z NSL. W tym samym roku wrócił jednak do Heidelbergu, również grającego już w NSL. W 1989 roku ponownie spadł z nim do VPL, jednak rok później awansował z powrotem do NSL. W Heidelbergu Olver grał do końca sezonu 1991/1992.
Następnie występował w zespołach Victorian Premier League – Bulleen Lions oraz Fawkner Blues. W 1997 roku zakończył karierę.

## Kariera reprezentacyjna
W reprezentacji Australii Olver zadebiutował 27 września 1985 w wygranym 3:0 towarzyskim meczu z Chinami. W 1988 roku był członkiem reprezentacji na letnich igrzyskach olimpijskich, zakończonych przez Australię na ćwierćfinale.
W latach 1985–1989 w drużynie narodowej rozegrał 35 spotkań.